# Pont Suramadu
El pont Suramadu (indonesi: Jembatan Suramadu), també conegut com a pont Sura baya– Madu ra, és un pont atirantat que connecta Surabaya, a l'illa de Java i la ciutat de Bangkalan a l'illa de Madura, a Indonèsia. Es va obrir el juny del 2009. Amb 5,4 km de longitud és el més llarg d'Indonèsia i el primer pont a creuar l'estret de Madura.
La part atirantada té tres obertures amb longituds de 192 m, 434 mi 192 m. El pont té dos carrils en cada direcció, a més d'un carril d'emergència i un carril exclusiu per a motocicletes.

## Història
El pont va ser construït per un consorci de les empreses indonèsies PT Adhi Karya i PT Waskita Karya, juntament amb Xina Road and Bridge Corp. i Xina Harbor Engineering Co Ltd. El cost total del projecte, incloses les vies de connexió, s'ha estimat en 4,5 bilions de rupies (US$ 445 milions).
La construcció va començar l'agost del 2003. El juliol del 2004, es va esfondrar una biga, matant un treballador i ferint-ne nou més. La construcció del pont va ser aturada a finals del 2004 a causa de la falta de fons, però va ser represa el novembre del 2005. El va principal del pont, va connectar-se el 31 de març de 2009, i el pont es va obrir al públic el 10 de juny del 2009.
Els peatges es van fixar inicialment en 30000 Rupies Indonèsies (Rp). (3 US$ el 2009) per als vehicles de quatre rodes i 3000 Rp. (0,30 US$) per als de dos. A partir del 27 d'octubre de 2018, es van suprimir les tarifes de peatge per a tota mena de vehicles.
Una setmana després de l'obertura, es va descobrir que havien robat femelles i caragols, així com llums de manteniment i que hi havia evidències de vandalisme als cables que suportaven el va principal.
La construcció del pont Suramadu ha augmentat l'interès en la possibilitat de construir el pont de l'Estret de la Sonda, molt més gran, que creui l'estret de la Sonda a l'oest de Java. El pont va aparèixer en la introducció i l'episodi dos de The Amazing Race 21 .